# William Devane
William Devane (Albany, Nueva York; 5 de septiembre de 1939) es un actor de televisión y películas estadounidense.

## Vida y carrera
Nació en Albany, Nueva York, siendo el hijo de Joseph (Joe) Devane, quien fue chófer de Franklin D. Roosevelt cuando este era gobernador de Nueva York. Devane se graduó de la Academia Americana de Artes Dramáticas en Nueva York y 
consiguió el papel de un miembro del clan Kennedy, Robert Kennedy, en la parodia MacBord de 1966. Fue aclamado por su papel como el presidente John F. Kennedy en el telefilm de 1974 The Missiles of October, sobre la crisis de misiles con Cuba, y nuevamente al año siguiente, cuando interpretó el papel de una personalidad radiofónica colocada en la lista negra, John Henry Faulken, en el telefilm ganador del Premio Emmy, Fear on Trial. Se hizo muy conocido por sus diez años como el villano Greg Summer en la serie de drama Knots Landing.
Devane aparece en Lois y Clark: Las nuevas aventuras de Superman, en el episodio de 1994 "That Old Gang of Mine" como Al Capone.
Y aparece igualmente en las películas McCabe & Mrs. Miller (1971), Family Plot (1976), Marathon Man (1976), Rolling Thunder (1977), The Bad News Bears in Breaking Training (1977), The Dark  (1979), Testamento final (1983), FreeFall Flight 174 (1995), Forgotten Sins (1996), Payback (1999),  Space Cowboys (2000), The Dark Knight Rises (2012). 
Ha interpretado a miembros del gabinete de los Estados Unidos de América en dos cintas diferentes. En 2004, hizo una actuación especial como el Secretario de Estado de EE. UU. y el potencial vicepresidente Lewis Berryhill en The West Wing. En 2005, se unió al elenco de la serie 24, como el secretario de Defensa de EE. UU. James Heller en la cuarta temporada de la serie. Durante la mitad de la temporada, sin embargo, Devane fue uno de los  miembros del reparto que se fue. Volvió para un episodio más esa misma temporada, y de nuevo en la quinta y sexta temporadas de la serie (2006). En 2014 vuelve a la novena temporada de la serie como el presidente de Estados Unidos.  En su papel en The West Wing, Devane apareció en muchas escenas con el presidente ficticio de la serie Josiah Bartlet, interpretado por Martin Sheen. Devane y Sheen también habían aparecido juntos como el presidente Kennedy y su hermano Robert F. Kennedy, respectivamente, 30 años antes en The Missiles of October. 
En 2004, Devane también participó en tres episodios de Stargate SG-1, como el presidente Henry Hayes, y además apareció en la película directa para DVD Stargate: Continuum. Más recientemente, protagonizó el sitcom de ABC Crumbs, y también interpretó al padre de Brian Davis en la serie de ABC What About Brian. 
En 2008, protagonizó Chasing the Green de Russ Emanuel, junto a Jeremy London, Ryan Hurst y Robert Picardo.